# Erzurum (tỉnh)
Tỉnh Erzurum (tiếng Thổ Nhĩ Kỳ: Erzurum ili) là một tỉnh của Thổ Nhĩ Kỳ trong khu vực Đông Anatolia của đất nước. Nó được bao quanh bởi các tỉnh Kars và Ağrı về phía đông, Muş và Bingöl về phía nam, Erzincan và Bayburt về phía tây, Rize và Artvin về phía bắc và Ardahan phía Đông Bắc.

## Các huyện

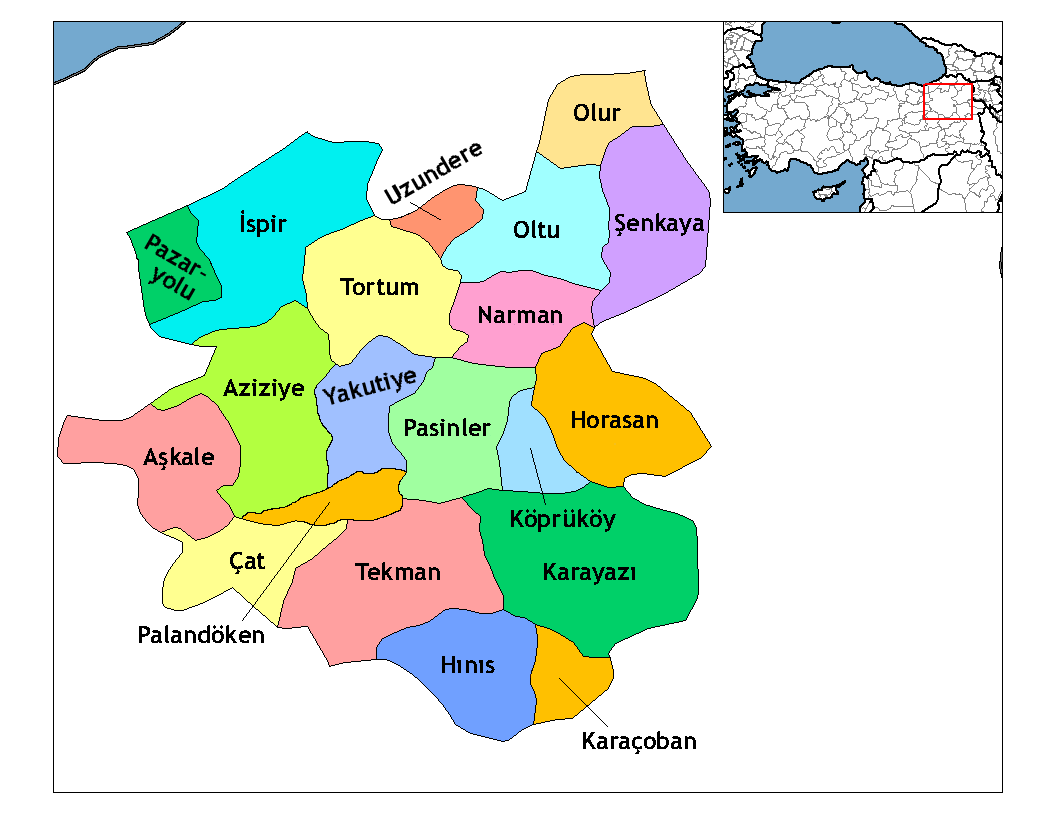
Bản đồ các huyện của tỉnh Erzurum.

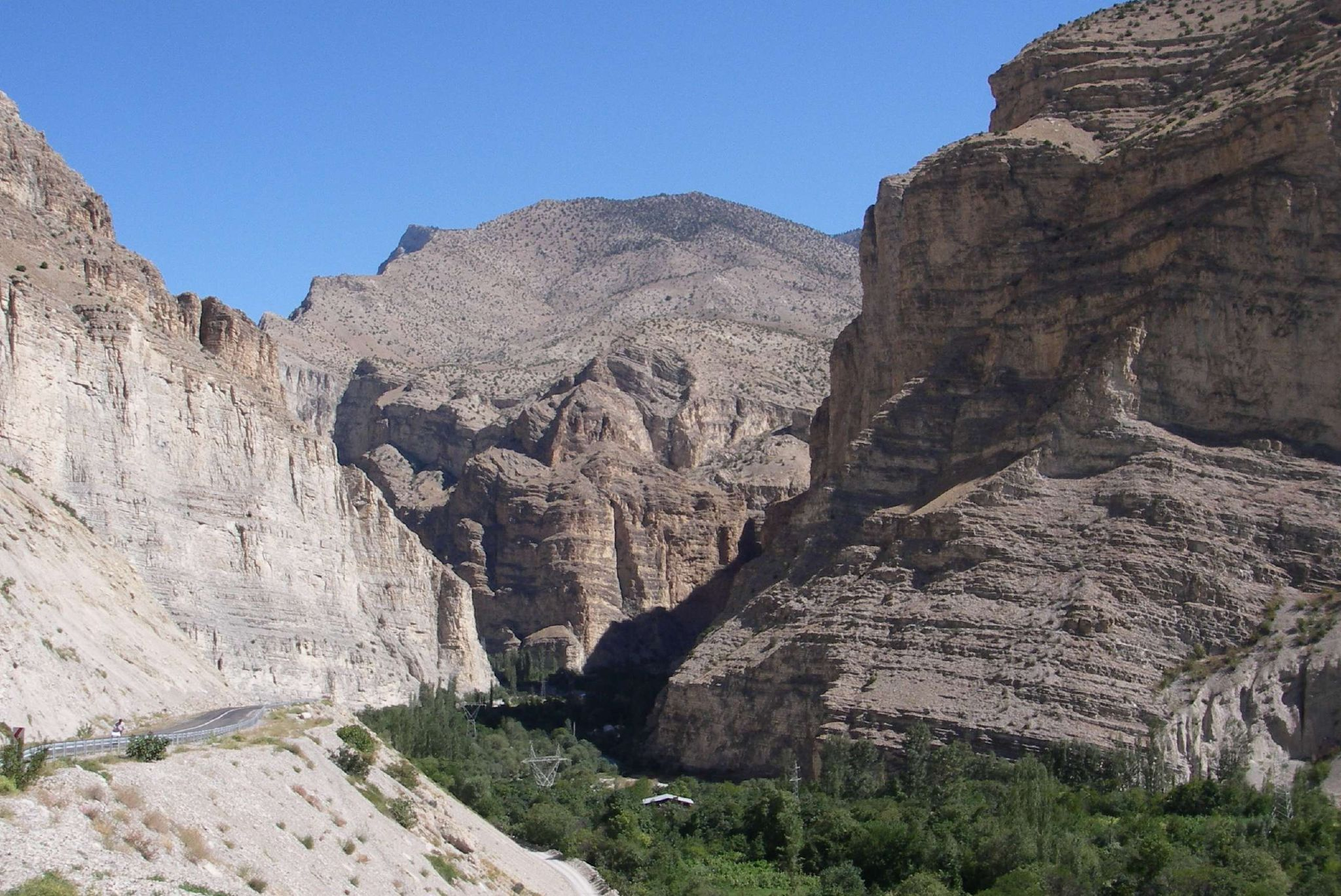
Thung lũng sông Tortum, tỉnh Erzurum

Tỉnh Erzurum có 19 huyện (huyện trung tâm in đậm):
| - Aşkale - Çat - Erzurum - Hınıs - Horasan - Ilıca - İspir - Karaçoban - Karayazı - Köprüköy | - Narman - Oltu - Olur - Pasinler - Pazaryolu - Şenkaya - Tekman - Tortum - Uzundere |